# Martin Kakies
Martin Kakies (* 7. Mai 1894 in Schwarzort, Kurische Nehrung; † 17. Januar 1987 in Hamburg) war ein deutscher Lehrer und Publizist.

## Leben
Kakies (der Name wird auf der zweiten Silbe betont) war zunächst als Lehrer tätig, bevor er Redakteur der in Memel (litauisch Klaipėda) erscheinenden liberalen Tageszeitung Memeler Dampfboot wurde. 1927 wurde Kakies als Nachfolger von Robert Leubner Chefredakteur dieser Zeitung, außerdem war er als Buchautor und Fotograf tätig. Mit einem moderat deutschfreundlichen Kurs gelang dem Blatt in dieser Zeit unter litauischer Hoheit bis Mitte der 1930er Jahre eine Auflagensteigerung auf 17.000 Exemplare. Nach der Vertreibung aus dem Memelland war Kakies Chefredakteur des 1950 gegründeten Ostpreußenblattes in Hamburg.

## Werke
- Das Buch vom Elch
- Elche am Meer
- Elche zwischen Meer und Memel
- Königsberg in 144 Bildern
- Die Kurische Nehrung in 144 Bildern
- Masuren in 144 Bildern (Hrsg.)
- Von Memel bis Trakehnen in 144 Bildern
- Das Ermland in 144 Bildern (Hrsg.)
- Ostpreußen erzählt. Ein Buch für die Jugend
- Laß die Marjellens kicken
- 333 Ostpreußische Späßchen

| Personendaten    | Personendaten                  |
| ---------------- | ------------------------------ |
| NAME             | Kakies, Martin                 |
| KURZBESCHREIBUNG | deutscher Lehrer und Publizist |
| GEBURTSDATUM     | 7. Mai 1894                    |
| GEBURTSORT       | Schwarzort, Kurische Nehrung   |
| STERBEDATUM      | 17. Januar 1987                |
| STERBEORT        | Hamburg                        |